# Astacilla cymodocea
Astacilla cymodocea is een pissebed uit de familie Arcturidae. De wetenschappelijke naam van de soort is voor het eerst geldig gepubliceerd in 1968 door Menzies & Glynn.